# 刘继明
刘继明（1963年11月17日—），中国当代作家。第五、六届湖北省作家协会副主席。

## 简历
1963年11月17日生于湖北石首。
1985年，在《三峡文学》发表小说处女作《双管猎枪》。1988年考取武汉大学中文系插班生，毕业后历任湖北省歌剧团（今湖北省歌剧舞剧院）编剧，海南法制报编辑记者、《特区法制》总编室主任、《文化生活报》副总编辑、《长江文艺》编辑，湖北省作家协会副主席、专业作家及《天下》杂志主编等职。
1994年，在《上海文学》连续发表《前往黄村》《海底村庄》《明天大雪》等小说，该刋主编、著名文学评论家周介人在“编者的话”中将其命名为“文化关怀小说”，引起文坛广泛关注。
2004年，德汉学家蒂洛.迪芬巴赫到武汉拜访刘继明，后翻译出版《大城市之外的中国――刘继明、张炜、刘庆邦的小说和散文》（欧洲大学出版社，德文）。2005年前后，发表《被啤酒淹死的马多》《回家的路究竟有多远》《放声歌唱》《我们夫妇之间》及《我们怎样叙述底层》等中短篇小说和文论，被誉为“底层文学”的代表作家之一。2007年，在湖北省作家协会第五次代表大会上当选为省作协副主席。2012年，在湖北省作家协会第六次代表大会上再次当选湖北省作协副主席。
2013年，创办并主编《天下》杂志及“天下思想文库”丛书，《天下》创刊后，发表了汪晖、张承志、李陀、张炜、孔庆东、曹征路、李云雷及秦晖、萧功秦等众多中国人文思想界左右翼重要学者和作家的文章，被誉为同《读书》《天涯》“三足鼎立”的思想人文杂志。“天下思想文库”收入张炜、祝东力、刘洪波等人的文集，由华中科技大学出版社出版。2016年出版长篇小说《人境》，入选《收获》长篇小说排行榜，路遥文学奖提名奖和“改革开放四十年40部重要长篇小说”，评论家称其为“新社会主义文学的开拓者”。2017年，因公开举报时任湖北省作协副主席、文学院院长陈应松涉嫌违纪问题，被其以侵犯名誉权告上法庭；同年，时任湖北省作协主席方方在微博上发文为陈应松洗地，涉嫌诽谤刘继明，被其以侵犯名誉权起诉至法院。
2018年，在进步文化网与澳州《熊猫时报》《评论家周刊》举办的网评活动中，被评为“50名中国最具影响力进步知识分子”之一。

## 主要作品
- 《我爱麦娘》（中国华侨出版社，1996年）
- 《仿生人》（江苏文艺出版社，1998年)
- 《柯克或我经历的九桩案件》（群众出版社，1998年）
- 《中国迷宫》（山花出版社，2000年）
- 《太阳照在天鹅洲上》（中国文联出版社，2003年）
- 《尴尬之年》（群众出版社，2003年）
- 《青少年文学读本》（中国文联出版社，2003年）
- 《一诺千金》（花山出版社，2003年）
- 《我的激情时代》（上海三联书店，2003年）
- 《梦之坝》（云南出版社，2004年）
- 《送你一束红花草》（武汉出版社，006年）
- 《走向南亚》（人民文学出版社，2009年）
- 《江河湖》（长江文艺出版社，2010年）
- 《刘继明诗选》（江苏文艺出版社，2015年）
- 《湖北作家文库-刘继明卷》（长江文艺出版社，2015年）
- 《人境》（作家出版社，2016年）
- 《辩护与呐喊》（台湾秀威出版社，2019年）

## 观点
在乌有之乡网站，刘继明引述了左翼媒体激流网的评论文章，认为恶俗维基是“挖出被统治阶级蓄意隐瞒的重要信息的黑客”，是“真英雄”，将恶俗维基与维基解密、爱德华·斯诺登等相提并论。